# Vuollerims hembygdsförening

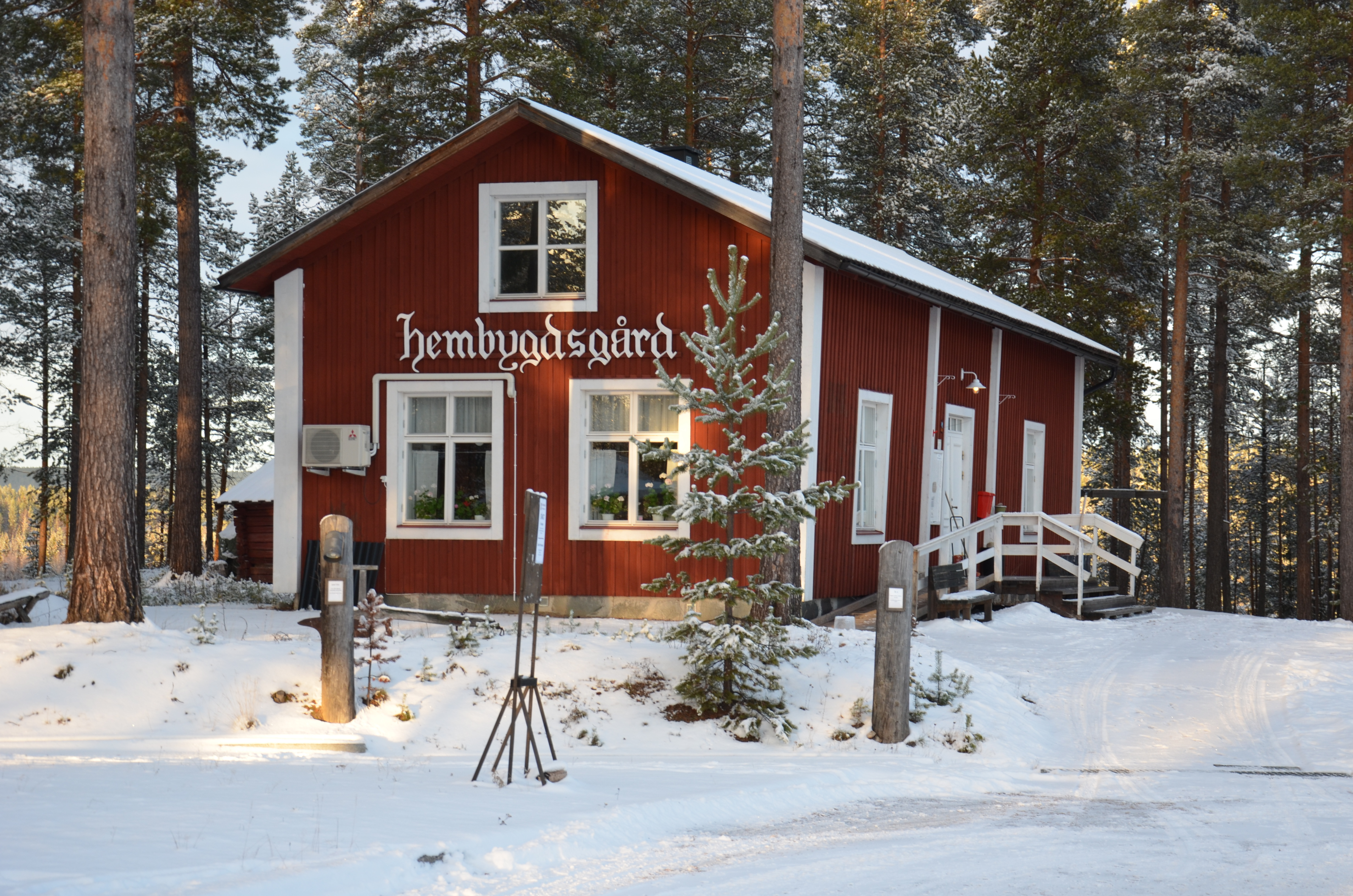
Vuollerims hembygdsgård

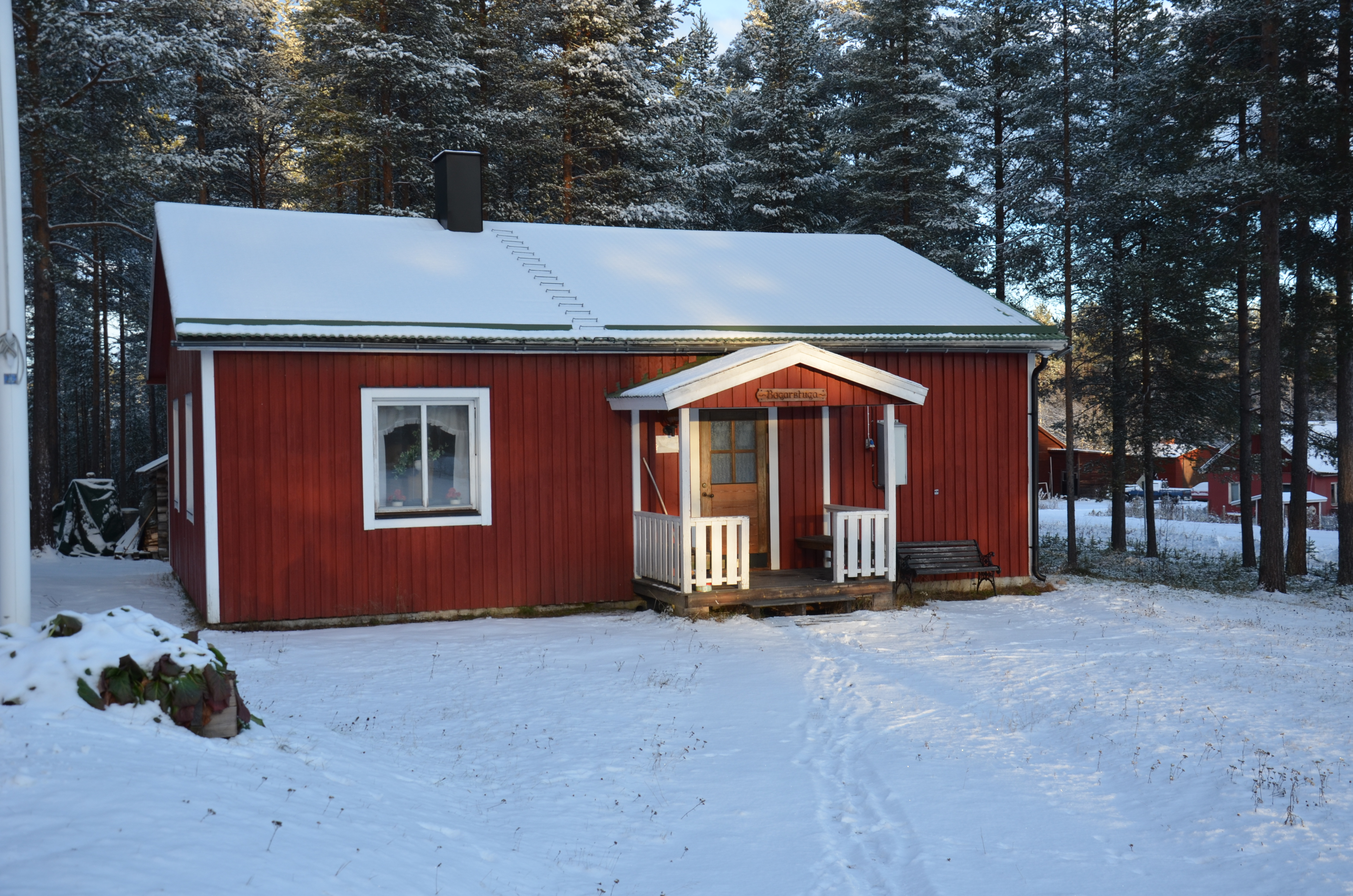
Bagarstugan vid Vuollerims hembygdsgård

Vuollerims hembygdsförening är en hembygdsförening i Vuollerim i Jokkmokks kommun i Lappland.
Vuollerims Hembygdsförening bildades 1987. Syftet var att rädda den fastighet som nu är Vuollerims hembygdsgård och som då gick under namnet Boströmsgården. Denna är en parstuga som är byggdes i mitten av 1800 i östra delen av byn. Den är nu flyttad till en udde i Lilla Luleälv och är samlokaliserad med arkeologimuseet Vuollerim 6000 Natur och Kultur. I huset fanns en bostadslägenhet i ena delen, medan salen, i den andra delen, har använts för bland annat affär, sjuksal, tillfällig telegrafstation och bönelokal.
Vid hembygdsgården finns en tidigare skola från Övre Kuouka, som nu används som bagarstuga med en gammeldags bakugn.
Vuollerims hembygdsförening köpte i slutet av 1990-talet Gamla telegrafen i Vuollerim, när denna byggnad hotades av rivning.